# Algeriet i olympiska sommarspelen 2020
Algeriet deltog med en trupp på 41 idrottare vid de olympiska sommarspelen 2020 i Tokyo som hölls mellan den 23 juli och 8 augusti 2021 efter att ha blivit framflyttad ett år på grund av coronaviruspandemin. Algeriet har deltagit i samtliga sommar-OS sedan 1964 förutom vid OS 1976 i Montréal då majoriteten av de afrikanska länderna bojkottade spelen. Ingen av landets deltagare erövrade någon medalj.

## Bordtennis
| Idrottare     | Gren       | Inledande omgång     | Omgång 1             | Omgång 2             | Omgång 3             | Åttondelsfinal       | Kvartsfinal          | Semifinal            | Final / BM           | Final / BM       |
| Idrottare     | Gren       | Motståndare Resultat | Motståndare Resultat | Motståndare Resultat | Motståndare Resultat | Motståndare Resultat | Motståndare Resultat | Motståndare Resultat | Motståndare Resultat | Placering        |
| ------------- | ---------- | -------------------- | -------------------- | -------------------- | -------------------- | -------------------- | -------------------- | -------------------- | -------------------- | ---------------- |
| Larbi Bouriah | Herrsingel | Majoros (HUN) L 0–4  | Gick inte vidare     | Gick inte vidare     | Gick inte vidare     | Gick inte vidare     | Gick inte vidare     | Gick inte vidare     | Gick inte vidare     | Gick inte vidare |

## Boxning
Herrar
| Idrottare            | Gren          | Sextondelsfinal      | Åttondelsfinal              | Kvartsfinal          | Semifinal            | Final                | Final            |
| Idrottare            | Gren          | Motståndare Resultat | Motståndare Resultat        | Motståndare Resultat | Motståndare Resultat | Motståndare Resultat | Placering        |
| -------------------- | ------------- | -------------------- | --------------------------- | -------------------- | -------------------- | -------------------- | ---------------- |
| Mohamed Flissi       | Flugvikt      | bye                  | Paalam (PHI) L 0–5          | Gick inte vidare     | Gick inte vidare     | Gick inte vidare     | Gick inte vidare |
| Younes Nemouchi      | Mellanvikt    | Ssemujju (UGA) W 5–0 | Marcial (PHI) L RSC–I       | Gick inte vidare     | Gick inte vidare     | Gick inte vidare     | Gick inte vidare |
| Mohammed Houmri      | Lätt tungvikt | Korbaj (VEN) W 3–2   | López (CUB) L 0–5           | Gick inte vidare     | Gick inte vidare     | Gick inte vidare     | Gick inte vidare |
| Abdelhafid Benchabla | Tungvikt      | Tursunov (UZB) W 4–1 | Gadzhimagomedov (ROC) L 0–5 | Gick inte vidare     | Gick inte vidare     | Gick inte vidare     | Gick inte vidare |
| Chouaib Bouloudinat  | Supertungvikt | bye                  | Torrez (USA) L 0–5          | Gick inte vidare     | Gick inte vidare     | Gick inte vidare     | Gick inte vidare |

Damer
| Idrottare        | Gren       | Sextondelsfinal      | Åttondelsfinal       | Kvartsfinal            | Semifinal            | Final                | Final            |
| Idrottare        | Gren       | Motståndare Resultat | Motståndare Resultat | Motståndare Resultat   | Motståndare Resultat | Motståndare Resultat | Placering        |
| ---------------- | ---------- | -------------------- | -------------------- | ---------------------- | -------------------- | -------------------- | ---------------- |
| Roumaysa Boualam | Flugvikt   | Jitpong (THA) L 0–5  | Gick inte vidare     | Gick inte vidare       | Gick inte vidare     | Gick inte vidare     | Gick inte vidare |
| Imane Khelif     | Lättvikt   | i.u.                 | Homrani (TUN) W 5–0  | Harrington (IRL) L 0–5 | Gick inte vidare     | Gick inte vidare     | Gick inte vidare |
| Ichrak Chaib     | Mellanvikt | i.u.                 | Rani (IND) L 0–5     | Gick inte vidare       | Gick inte vidare     | Gick inte vidare     | Gick inte vidare |

## Brottning
Herrarnas fristil
| Idrottare           | Gren   | Åttondelsfinal        | Kvartsfinal          | Semifinal            | Återkval             | Final / BM           | Final / BM |
| Idrottare           | Gren   | Motståndare Resultat  | Motståndare Resultat | Motståndare Resultat | Motståndare Resultat | Motståndare Resultat | Placering  |
| ------------------- | ------ | --------------------- | -------------------- | -------------------- | -------------------- | -------------------- | ---------- |
| Abdelhak Kherbache  | 57 kg  | Vangelov (BUL) L 0–4  | Gick inte vidare     | Gick inte vidare     | Gick inte vidare     | Gick inte vidare     | 16         |
| Fateh Benferdjallah | 86 kg  | Reichmuth (SUI) L 1–3 | Gick inte vidare     | Gick inte vidare     | Gick inte vidare     | Gick inte vidare     | 11         |
| Mohammed Fardj      | 97 kg  | Yergali (KAZ) L 0–5   | Gick inte vidare     | Gick inte vidare     | Gick inte vidare     | Gick inte vidare     | 16         |
| Djahid Berrahal     | 125 kg | Shala (KOS) L 0–5     | Gick inte vidare     | Gick inte vidare     | Gick inte vidare     | Gick inte vidare     | 14         |

Herrarnas grekisk-romersk
| Idrottare          | Gren  | Kval                 | Åttondelsfinal       | Kvartsfinal          | Semifinal            | Återkval                 | Final / BM           | Final / BM |
| Idrottare          | Gren  | Motståndare Resultat | Motståndare Resultat | Motståndare Resultat | Motståndare Resultat | Motståndare Resultat     | Motståndare Resultat | Placering  |
| ------------------ | ----- | -------------------- | -------------------- | -------------------- | -------------------- | ------------------------ | -------------------- | ---------- |
| Abdelkarim Fergat  | 60 kg | i.u.                 | Funita (JPN) L 0–3   | Gick inte vidare     | Gick inte vidare     | Walihan (CHN) L 1–3      | Gick inte vidare     | 13         |
| Abdelmalek Merabet | 67 kg | Ryu H-s (KOR) L 0–4  | Gick inte vidare     | Gick inte vidare     | Gick inte vidare     | Gick inte vidare         | Gick inte vidare     | 16         |
| Bachir Sid Azara   | 87 kg | i.u.                 | Peng F (CHN) W 4–1   | Beleniuk (UKR) L 1–3 | Gick inte vidare     | Datunashvili (SRB) L 1–3 | Gick inte vidare     | 7          |
| Adem Boudjemline   | 97 kg | i.u.                 | Saravi (IRI) L 0–4   | Gick inte vidare     | Gick inte vidare     | Gick inte vidare         | Gick inte vidare     | 15         |

## Cykling

### Landsväg
| Idrottare      | Gren                | Tid             | Placering       |
| -------------- | ------------------- | --------------- | --------------- |
| Azzedine Lagab | Herrarnas linjelopp | Fullföljde inte | Fullföljde inte |
| Azzedine Lagab | Herrarnas tempolopp | 1:05.21,53      | 36              |
| Hamza Mansouri | Herrarnas linjelopp | Fullföljde inte | Fullföljde inte |

## Friidrott
Förkortningar
- Notera– Placeringar avser endast det specifika heatet.
- Q = Tog sig vidare till nästa omgång
- q = Tog sig vidare till nästa omgång som den snabbaste förloraren eller, i teknikgrenarna, genom placering utan att nå kvalgränsen
- i.u. = Omgången fanns inte i grenen
- Bye = Idrottaren behövde inte tävla i omgången

Gång- och löpgrenar
Herrar
| Idrottare           | Gren           | Heat       | Heat      | Semifinal        | Semifinal        | Final            | Final            |
| Idrottare           | Gren           | Resultat   | Placering | Resultat         | Placering        | Resultat         | Placering        |
| ------------------- | -------------- | ---------- | --------- | ---------------- | ---------------- | ---------------- | ---------------- |
| Abdelmalik Lahoulou | 400 m häck     | 48,83 0SB0 | 3 Q       | 49,14            | 5                | Gick inte vidare | Gick inte vidare |
| Yassine Hethat      | 800 m          | 1.46,20    | 5         | Gick inte vidare | Gick inte vidare | Gick inte vidare | Gick inte vidare |
| Hicham Bouchicha    | 3 000 m hinder | 8.44,75    | 15        | i.u.             | i.u.             | Gick inte vidare | Gick inte vidare |

Damer
| Idrottare       | Gren       | Heat       | Heat      | Semifinal        | Semifinal        | Final            | Final            |
| Idrottare       | Gren       | Resultat   | Placering | Resultat         | Placering        | Resultat         | Placering        |
| --------------- | ---------- | ---------- | --------- | ---------------- | ---------------- | ---------------- | ---------------- |
| Loubna Benhadja | 400 m häck | 57,19 0PB0 | 8         | Gick inte vidare | Gick inte vidare | Gick inte vidare | Gick inte vidare |

Teknikgrenar
| Idrottare    | Gren              | Kval    | Kval      | Final      | Final     |
| Idrottare    | Gren              | Distans | Placering | Distans    | Placering |
| ------------ | ----------------- | ------- | --------- | ---------- | --------- |
| Yasser Triki | Herrarnas tresteg | 17,05   | 5 Q       | 17,43 0NR0 | 5         |

## Fäktning
| Idrottare                 | Gren              | 32-delsfinal          | Sextondelsfinal      | Åttondelsfinal       | Kvartsfinal          | Semifinal            | Final / BM           | Final / BM       |
| Idrottare                 | Gren              | Motståndare Resultat  | Motståndare Resultat | Motståndare Resultat | Motståndare Resultat | Motståndare Resultat | Motståndare Resultat | Placering        |
| ------------------------- | ----------------- | --------------------- | -------------------- | -------------------- | -------------------- | -------------------- | -------------------- | ---------------- |
| Salim Heroui              | Herrarnas florett | Mylnikov (ROC) L 6–15 | Gick inte vidare     | Gick inte vidare     | Gick inte vidare     | Gick inte vidare     | Gick inte vidare     | Gick inte vidare |
| Akram Bounabi             | Herrarnas sabel   | Streets (JPN) L 9–15  | Gick inte vidare     | Gick inte vidare     | Gick inte vidare     | Gick inte vidare     | Gick inte vidare     | Gick inte vidare |
| Meriem Mebarki            | Damernas florett  | Pásztor (HUN) L 8–15  | Gick inte vidare     | Gick inte vidare     | Gick inte vidare     | Gick inte vidare     | Gick inte vidare     | Gick inte vidare |
| Kaouther Mohamed Belkebir | Damernas sabel    | Hengyu (CHN) L 1–15   | Gick inte vidare     | Gick inte vidare     | Gick inte vidare     | Gick inte vidare     | Gick inte vidare     | Gick inte vidare |

## Judo
| Idrottare     | Gren                       | 32-delsfinal            | Sextondelsfinal          | Åttondelsfinal       | Kvartsfinal          | Semifinal            | Återkval             | Final / BM           | Final / BM       |
| Idrottare     | Gren                       | Motståndare Resultat    | Motståndare Resultat     | Motståndare Resultat | Motståndare Resultat | Motståndare Resultat | Motståndare Resultat | Motståndare Resultat | Placering        |
| ------------- | -------------------------- | ----------------------- | ------------------------ | -------------------- | -------------------- | -------------------- | -------------------- | -------------------- | ---------------- |
| Fethi Nourine | Herrarnas lättvikt (73 kg) | Abdalarasool (SUD) L WO | Gick inte vidare         | Gick inte vidare     | Gick inte vidare     | Gick inte vidare     | Gick inte vidare     | Gick inte vidare     | Gick inte vidare |
| Sonia Asselah | Damernas tungvikt (+78 kg) | i.u.                    | Kalanina (UKR) L 002–100 | Gick inte vidare     | Gick inte vidare     | Gick inte vidare     | Gick inte vidare     | Gick inte vidare     | Gick inte vidare |

## Kanotsport

### Sprint
| Idrottare    | Gren               | Heat     | Heat      | Kvartsfinal | Kvartsfinal | Semifinal        | Semifinal        | Final            | Final            |
| Idrottare    | Gren               | Tid      | Placering | Tid         | Placering   | Tid              | Placering        | Tid              | Placering        |
| ------------ | ------------------ | -------- | --------- | ----------- | ----------- | ---------------- | ---------------- | ---------------- | ---------------- |
| Amira Kheris | Damernas K-1 200 m | 48,306   | 7 QF      | 49,412      | 8           | Gick inte vidare | Gick inte vidare | Gick inte vidare | Gick inte vidare |
| Amira Kheris | Damernas K-1 500 m | 2.13,626 | 7 QF      | 2.07,548    | 6           | Gick inte vidare | Gick inte vidare | Gick inte vidare | Gick inte vidare |

## Karate
| Idrottare    | Gren            | Gruppspel            | Gruppspel            | Gruppspel            | Gruppspel             | Gruppspel | Semifinal            | Final                | Final     |
| Idrottare    | Gren            | Motståndare Resultat | Motståndare Resultat | Motståndare Resultat | Motståndare Resultat  | Placering | Motståndare Resultat | Motståndare Resultat | Placering |
| ------------ | --------------- | -------------------- | -------------------- | -------------------- | --------------------- | --------- | -------------------- | -------------------- | --------- |
| Lamya Matoub | Damernas +61 kg | Quirici (SUI) L 1–2  | Abbasali (IRI) L 0–4 | Gong L (CHN) L 0–4   | Abdelaziz (EGY) D 0–0 | 5         | Gick inte vidare     | Gick inte vidare     | 9         |

## Rodd
| Idrottare                       | Gren                              | Heat    | Heat      | Återkval | Återkval  | Semifinal | Semifinal | Final   | Final     |
| Idrottare                       | Gren                              | Tid     | Placering | Tid      | Placering | Tid       | Placering | Tid     | Placering |
| ------------------------------- | --------------------------------- | ------- | --------- | -------- | --------- | --------- | --------- | ------- | --------- |
| Sid Ali Boudina Kamel Ait Daoud | Herrarnas lättvikts-dubbelsculler | 6.57,32 | 6 R       | 7.12,08  | 6 FC      | bye       | bye       | 6.41,62 | 17        |

Teckenförklaring: FA= A-final (medalj); FB=B-final (ingen medalj); FC= C-final (ingen medalj); FD= D-final (ingen medalj); FE=E-final (ingen medalj); FF=F-final (ingen medalj); SA/B=Semifinal A/B; SC/D=Semifinal C/D; SE/F=Semifinal E/F; QF=Kvartsfinal; R=Återkval

## Segling
| Idrottare      | Gren           | Race | Race | Race | Race | Race | Race | Race | Race | Race | Race | Race | Race | Race | Poäng | Placering |
| Idrottare      | Gren           | 1    | 2    | 3    | 4    | 5    | 6    | 7    | 8    | 9    | 10   | 11   | 12   | M*   | Poäng | Placering |
| -------------- | -------------- | ---- | ---- | ---- | ---- | ---- | ---- | ---- | ---- | ---- | ---- | ---- | ---- | ---- | ----- | --------- |
| Hamza Bouras   | Herrarnas RS:X | 21   | 23   | 24   | 25   | DNF  | 18   | 25   | 24   | 25   | 25   | 25   | 25   | EL   | 260   | 25        |
| Amina Berrichi | Damernas RS:X  | 23   | 26   | 24   | DNF  | DNF  | 26   | 27   | 27   | DNF  | 27   | 26   | 27   | EL   | 289   | 27        |

M = Medaljrace; EL = Utslagen – gick inte vidare till medaljracet

## Simning
| Idrottare        | Gren                        | Heat  | Heat      | Semifinal        | Semifinal        | Final            | Final            |
| Idrottare        | Gren                        | Tid   | Placering | Tid              | Placering        | Tid              | Placering        |
| ---------------- | --------------------------- | ----- | --------- | ---------------- | ---------------- | ---------------- | ---------------- |
| Oussama Sahnoune | Herrarnas 50 m frisim       | 22,61 | 37        | Gick inte vidare | Gick inte vidare | Gick inte vidare | Gick inte vidare |
| Oussama Sahnoune | Herrarnas 100 m frisim      | 49,65 | 37        | Gick inte vidare | Gick inte vidare | Gick inte vidare | Gick inte vidare |
| Souad Cherouati  | Damernas 10 km öppet vatten | i.u.  | i.u.      | i.u.             | i.u.             | 2:17.21,6        | 25               |
| Amel Melih       | Damernas 50 m frisim        | 25,77 | =35       | Gick inte vidare | Gick inte vidare | Gick inte vidare | Gick inte vidare |
| Amel Melih       | Damernas 100 m frisim       | 56,65 | 39        | Gick inte vidare | Gick inte vidare | Gick inte vidare | Gick inte vidare |

## Skytte
| Idrottare    | Gren                    | Kval  | Kval      | Final            | Final            |
| Idrottare    | Gren                    | Poäng | Placering | Poäng            | Placering        |
| ------------ | ----------------------- | ----- | --------- | ---------------- | ---------------- |
| Houda Chaabi | Damernas 10 m luftgevär | 619,5 | 39        | Gick inte vidare | Gick inte vidare |

## Tyngdlyftning
| Idrottare    | Gren              | Ryck          | Ryck          | Stöt          | Stöt          | Totalt        | Placering     |
| Idrottare    | Gren              | Resultat      | Placering     | Resultat      | Placering     | Totalt        | Placering     |
| ------------ | ----------------- | ------------- | ------------- | ------------- | ------------- | ------------- | ------------- |
| Walid Bidani | Herrarnas +109 kg | Startade inte | Startade inte | Startade inte | Startade inte | Startade inte | Startade inte |